# Lijst van rijksmonumenten op begraafplaats Sint Barbara (Utrecht)
De stad Utrecht telt in totaal 1.402 inschrijvingen in het rijksmonumentenregister. De rooms-katholieke begraafplaats Sint Barbara aan de Prinsesselaan nummer 2 telt 10 rijksmonumenten. Hieronder een overzicht.
| Object                                     | Oorspronkelijke functie?  | Bouwjaar  | Architect   | Locatie         | Coördinaten?                | Nr.?   | Afbeelding                                 |
| ------------------------------------------ | ------------------------- | --------- | ----------- | --------------- | --------------------------- | ------ | ------------------------------------------ |
| Begraafplaats (aanleg)                     | Begraafplaats en -onderdl | 1875      | Alfred Tepe | Prinsesselaan 2 | 52° 5' 39" NB, 5° 8' 35" OL | 514402 | Begraafplaats (aanleg)                     |
| Poortgebouw                                | Begraafplaats en -onderdl | 1875      |             | Prinsesselaan 2 | 52° 5' 41" NB, 5° 8' 31" OL | 514394 | Poortgebouw                                |
| Rouwkamer                                  | Begraafplaats en -onderdl | 1875      |             | Prinsesselaan 2 | 52° 5' 39" NB, 5° 8' 39" OL | 514395 | Upload foto                                |
| Rouwkapel                                  | Begraafplaats en -onderdl | 1875      | Alfred Tepe | Prinsesselaan 2 | 52° 5' 39" NB, 5° 8' 39" OL | 514396 | Meer afbeeldingen                          |
| Grafmonument van Wilhelmina van Linschoten | Begraafplaats en -onderdl | 1874      |             | Prinsesselaan 2 | 52° 5' 39" NB, 5° 8' 35" OL | 514398 | Grafmonument van Wilhelmina van Linschoten |
| Grafmonument Van Gellekom                  | Begraafplaats en -onderdl | 1887-1888 |             | Prinsesselaan 2 | 52° 5' 39" NB, 5° 8' 35" OL | 514399 | Upload foto                                |
| Grafmonument van Jan Hendrik Brom          | Begraafplaats en -onderdl | 1915      |             | Prinsesselaan 2 | 52° 5' 39" NB, 5° 8' 35" OL | 514400 | Grafmonument van Jan Hendrik Brom          |
| Grafmonument Van Rossum                    | Begraafplaats en -onderdl | 1922      |             | Prinsesselaan 2 | 52° 5' 39" NB, 5° 8' 35" OL | 514401 | Upload foto                                |
| Grafmonument van Hendrik van de Wetering   | Begraafplaats en -onderdl | 1929      |             | Prinsesselaan 2 | 52° 5' 39" NB, 5° 8' 35" OL | 514397 | Grafmonument van Hendrik van de Wetering   |
| Grafmonument van der Hoorn                 | Begraafplaats en -onderdl | 1932      |             | Prinsesselaan 2 | 52° 5' 39" NB, 5° 8' 35" OL | 514403 | Upload foto                                |